# D. French Slaughter

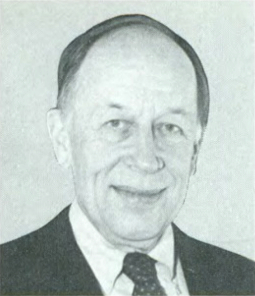
D. French Slaughter

Daniel French Slaughter Jr. (* 20. Mai 1925 in Culpeper, Virginia; † 2. Oktober 1998 in Charlottesville, Virginia) war ein US-amerikanischer Politiker. Zwischen 1985 und 1991 vertrat er den Bundesstaat Virginia im US-Repräsentantenhaus.

## Werdegang
French Slaughter besuchte die öffentlichen Schulen seiner Heimat und später das Virginia Military Institute. Zwischen 1943 und 1947 diente er in der US Army. Nach einem anschließenden Jurastudium an der University of Virginia und seiner 1953 erfolgten Zulassung als Rechtsanwalt begann er in Culpeper in diesem Beruf zu arbeiten. Politisch war Slaughter damals Mitglied der Demokratischen Partei. Zwischen 1958 und 1978 saß er im Abgeordnetenhaus von Virginia. In den frühen 1960er Jahren war er ein Gegner der Beseitigung der Rassenschranken an Schulen. 1974 verließ die Demokratische Partei. Später schloss er sich den Republikanern an. Von 1978 bis 1982 war Slaughter Mitglied des Leitungsgremiums der University of Virginia. Von 1980 bis 1982 fungierte er dort als Rektor. Zwischen 1981 und 1984 arbeitete er im Stab des Heeresstaatssekretärs.
Bei den Kongresswahlen des Jahres 1984 wurde Slaughter im siebten Wahlbezirk von Virginia in das US-Repräsentantenhaus in Washington, D.C. gewählt, wo er am 3. Januar 1985 die Nachfolge von J. Kenneth Robinson antrat. Nach drei Wiederwahlen konnte er bis zu seinem Rücktritt am 5. November 1991 im Kongress verbleiben. Sein Rücktritt erfolgte nach einer Reihe von Schlaganfällen. Er starb am 2. Oktober 1998 in Charlottesville.